# Stary Węgrzynów
Stary Węgrzynów – wieś w Polsce położona w województwie świętokrzyskim, w powiecie jędrzejowskim, w gminie Słupia.
| SIMC    | Nazwa         | Rodzaj     |
| ------- | ------------- | ---------- |
| 0269392 | Gratówki      | przysiółek |
| 0269400 | Kresy         | przysiółek |
| 0269417 | Podwojciechów | część wsi  |
| 0269423 | Stara Wieś    | część wsi  |

W latach 1975–1998 miejscowość administracyjnie należała do województwa kieleckiego.